# Treponema pertenue
Treponema pertenue
Pour les articles homonymes, voir Tréponème (homonymie).
Espèce
Treponema pertenue est une bactérie spiralée appartenant à la famille des spirochètes et au genre des tréponèmes. Elle est pathogène pour l'homme, responsable d'une tréponématose, le pian.